# Satyryk
Satyryk – autor satyr.

Występ kabaretowy wyśmiewający popularny program telewizyjny – jako jedna z form, którą posługują się satyrycy

Obecnie pod tym pojęciem kryje się artysta kabaretowy, humorysta, kabareciarz czy komik.
Typowy satyryk koncentruje się jednak nie na samym rozrywkowym czy komediowym aspekcie humoru, a na wyszydzaniu i ośmieszaniu indywidualnych lub społecznych wad i przywar oraz ukazaniu ich samym zainteresowanym.
Satyryk to artysta (ogólniej twórca), który zajmuje się wyśmiewaniem rzeczywistości lub prześmiewczym jej komentowaniem. Głównymi środkami przekazu satyryków są:
- wiersze lub felietony satyryczne;
- monologi lub skecze kabaretowe;
- piosenki;
- rysunki satyryczne;
- inne.

## Etymologia słowa
Słowo satyryk pochodzi od satyra, czyli łacińskiej satiry – utworu literackiego, różnorodnego w treści i formie. Te zaś pochodzi od lanx satura – misy pełnej rozmaitych owoców; przenośnie jest to synonim rozmaitości, mieszanki, melanżu.